# 2004 en numismatique
Chronologie de la numismatique
- 2003 en numismatique - 2004 en numismatique - 2005 en numismatique

Cet article présente les faits marquants de l'année 2004 en numismatique.

## Principaux événements numismatiques de l'année 2004

### Par dates

#### Janvier
- 26 janvier 2004 : 
  -  États-Unis : émission de la pièce du Michigan de la série de 1/4 de dollar des 50 États.

#### Mars
- 29 mars 2004 : 
  -  États-Unis : émission de la pièce de Floride de la série de 1/4 de dollar des 50 États.

#### Juin
- 1er juin 2004 : 
  -  États-Unis : émission de la pièce du Texas de la série de 1/4 de dollar des 50 États.

#### Août
- 30 août 2004 : 
  -  États-Unis : émission de la pièce de l'Iowa de la série de 1/4 de dollar des 50 États.

#### Octobre
- 25 octobre 2004 : 
  -  États-Unis : émission de la pièce du Wisconsin de la série de 1/4 de dollar des 50 États.

#### Année
- Europa Star 2004
- Liste des pièces de collection françaises en euro (2004)